# Gonostomatidae
Los gonostomátidos (Gonostomatidae) son una familia de peces marinos abisales, conocidos comúnmente como peces luminosos. Es una familia relativamente pequeña, que contiene únicamente ocho géneros y treinta y dos especies. Sin embargo, compensan su escasa diversidad con su número: Cyclothone, con doce especies, es probablemente, junto con Vinciguerria, el género de vertebrados más abundante del planeta.
El primer registro fósil de esta familia data del Mioceno, en el Terciario superior. Estas especies de pez pueden hallarse en el océano Atlántico, el Índico y el Pacífico, aunque la especie Cyclothone microdon solo se ha hallado en aguas del Ártico. Son extraordinariamente largos y presentan fotóforos, que se alinean a lo largo de la base del pez —o la base de la cabeza— y emiten luz verde o roja. Su nombre principal en inglés (bristlemouth, o «boca erizada») hace alusión a sus extraños dientes erizados de igual tamaño. Debido a la profundidad a la que habitan, donde existe una casi completa oscuridad, son normalmente de color negro para pasar desapercibidos ante sus presas.

## Especies
Algunas clasificaciones incluyen los géneros Pollichthys y Vinciguerria, pero este artículo sigue la clasificación de FishBase, que los sitúa en la familia Phosichthyidae.
Otras clasificaciones incluyen especies del género Zaphotias, pero se trata de sinónimos de la especie Bonapartia pedaliota.
- Género Bonapartia
  - Bonapartia pedaliota (Goode y Bean, 1896)
- Género Cyclothone
  - Cyclothone acclinidens (Garman, 1899)
  - Cyclothone alba (Brauer, 1906)
  - Cyclothone atraria (Gilbert, 1905)
  - Cyclothone braueri (Jespersen y Tåning, 1926)
  - Cyclothone kobayashii (Miya, 1994)
  - Cyclothone livida (Brauer, 1902)
  - Cyclothone microdon (Günther, 1878)Cyclothone microdon.

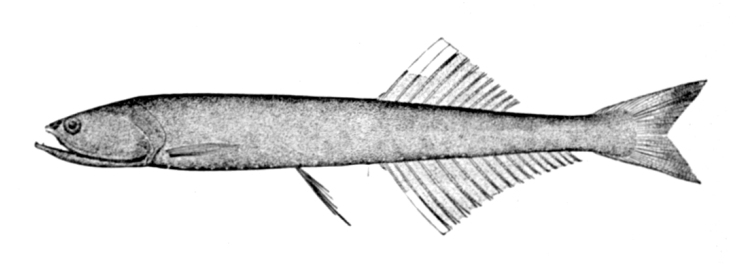
Cyclothone microdon.

  - Cyclothone obscura (Brauer, 1902)
  - Cyclothone pallida (Brauer, 1902)
  - Cyclothone parapallida (Badcock, 1982)
  - Cyclothone pseudopallida (Mukhacheva, 1964)
  - Cyclothone pygmaea (Jespersen y Tåning, 1926)
  - Cyclothone signata (Garman, 1899)
- Género Diplophos
  - Diplophos australis (Ozawa, Oda y Ida, 1990)
  - Diplophos orientalis (Matsubara, 1940)
  - Diplophos pacificus (Mukhacheva, 1964)
  - Diplophos rebainsi (Krefft y Parin, 1972)
  - Diplophos taenia (Günther, 1873)Diplophos taenia.
- Género Gonostoma

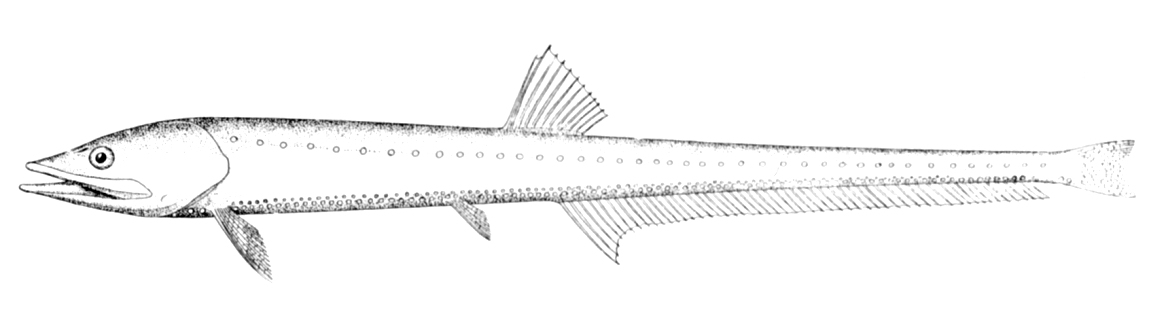
Diplophos taenia.

  - Gonostoma atlanticum (Norman, 1930)
  - Gonostoma denudatum (Rafinesque, 1810)Gonostoma denudatum.
- Género Margrethia

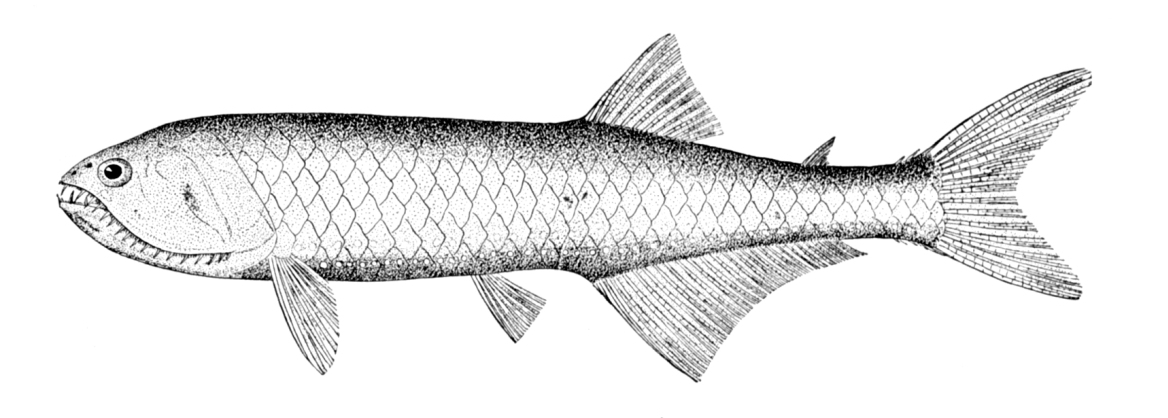
Gonostoma denudatum.

  - Margrethia obtusirostra (Jespersen y Tåning, 1919)
  - Margrethia valentinae (Parin, 1982)
- Género Manducus
  - Manducus greyae (Johnson, 1970)
  - Manducus maderensis (Johnson, 1890)
- Género Sigmops
  - Sigmops bathyphilum (Vaillant, 1884)Sigmops bathyphilum.
  - Sigmops ebelingi (Grey, 1960)

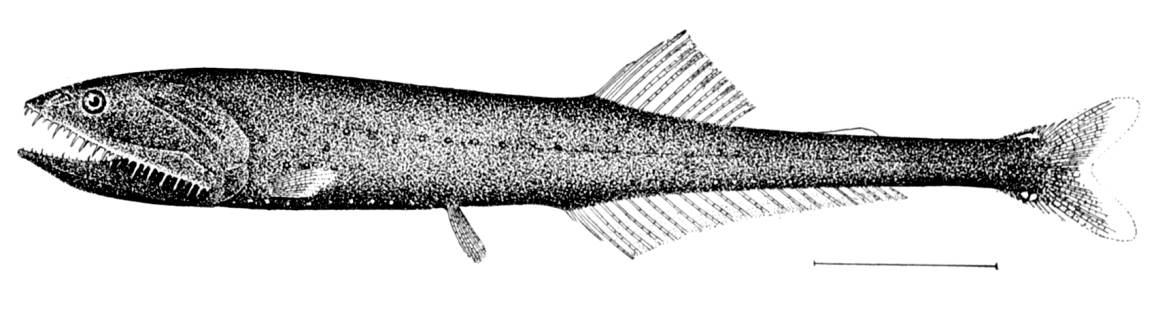
Sigmops bathyphilum.

  - Sigmops elongatum (Günther, 1878)
  - Sigmops gracilis (Günther, 1878)
  - Sigmops longipinnis (Mukhacheva, 1972)
- Género Triplophos
  - Triplophos hemingi (McArdle, 1901)